# Пальмовый крылан
Пальмовый крылан, или соломенноцветный крылан (Eidolon helvum) — млекопитающее из семейства крылановых.

## Описание
Длина тела составляет от 14 до 21 см, хвост короткий, от 0,4 до 2 см, размах крыльев составляет до 76 см, вес — от 230 до 350 г. Шерсть этих животных соломенно-жёлтого окраса на верхней стороне и коричневатого цвета на нижней стороне тела. На горле и по бокам шеи самцов имеются рыжеватые пятна. 

## Распространение
Область распространения вида охватывает территорию от Сенегала и Эфиопии до Южной Африки, а также юго-запад Аравийского полуострова.

## Образ жизни
Животные предпочитают лесистые области, где в наличии имеются плоды, их основное питание. Встречаются также в саваннах и засушливых областях, а также в горах на высоте до 2000 метров над уровнем моря. В течение дня они спят большими группами (часто несколько тысяч животных) чаще на деревьях, иногда также в пещерах и сделанных человеком убежищах. Ночью они вылетают на поиски корма, пролетая расстояние до 30 км. Животные часто кочуют в зависимости от сезонов дождей и засухи в другие регионы, объединяясь при этом в большие стаи численностью до миллиона особей. За год они преодолевают таким образом расстояние до 2500 км.

## Питание
Животные питаются преимущественно плодами, в том числе пальм рода Borassus, финиковых пальм, мангиферы индийской, сейба и других деревьев, а также цветками и нектаром, например адансонии. Однако, они не потребляют плоды целиком, а преимущественно высасывают из них сок. Благодаря своим привычкам они играют важную роль при опылении некоторых растений.

## Размножение
Спаривание происходит с апреля по июнь. С момента спаривания до рождения детёныша проходит 9 месяцев, при этом эмбрион подрастает в матке только 4 месяца. Большинство рождений происходит в феврале и марте, совпадая по времени с сезоном дождей, когда в наличии имеется самый большой ассортимент питания. Самки объединяются вместе, а самцы не участвуют в воспитании. Часто рождается только один детёныш, редко два. Продолжительность жизни этих животных составляет примерно 15 лет, отдельные особи могут прожить свыше 20 лет.

## Значение
Так как пальмовые крыланы живут совместно в больших группах и часто совершают налёты на фруктовые плантации или сады, причиняя тем самым убытки, на них ведётся охота. Их мясо иногда употребляют в пищу. 